# Ростокский университет музыки и театра

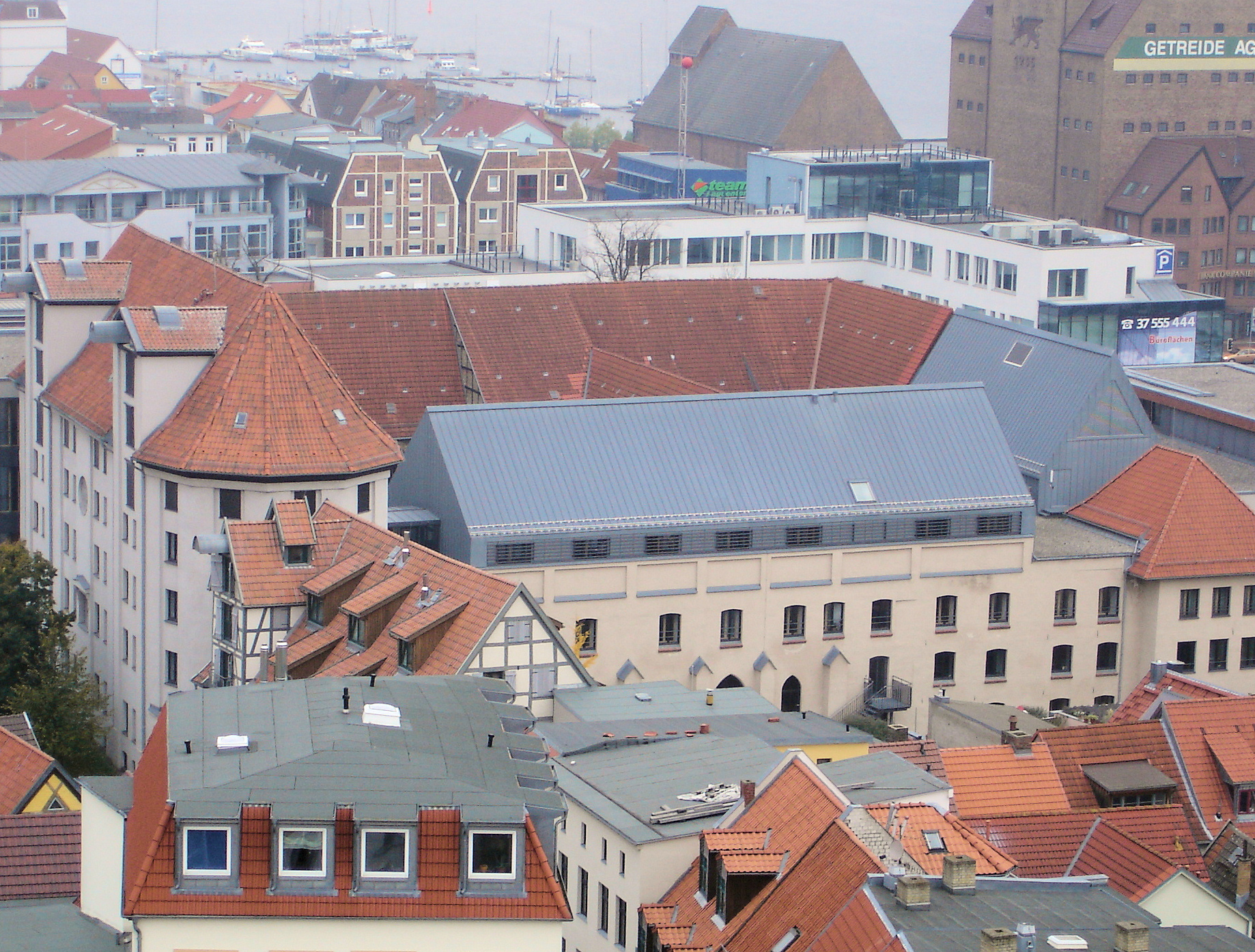
УМТ Росток в историческом монастыре Святой Екатерины, вид с высоты птичьего полета

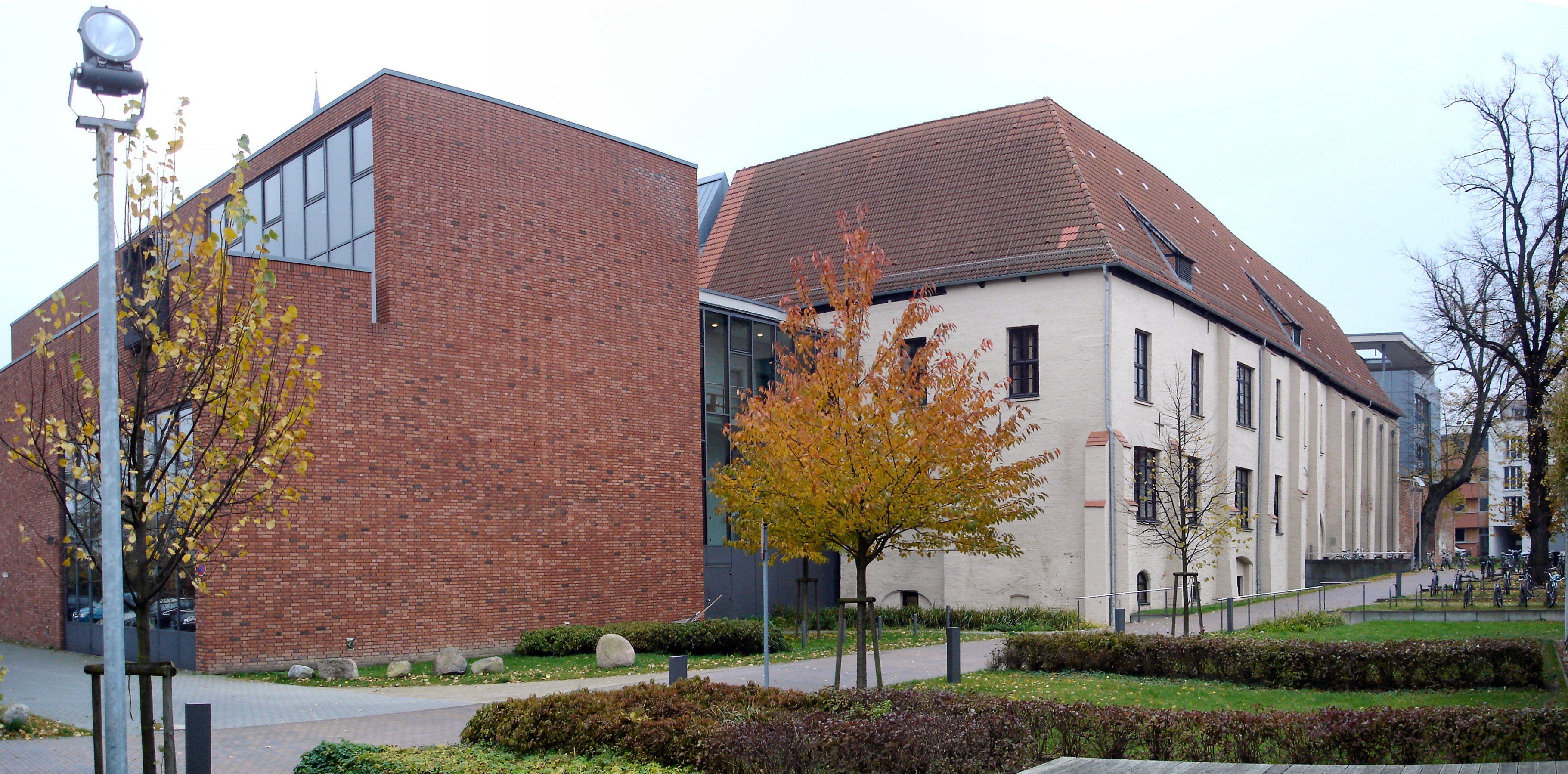
УМТ Росток

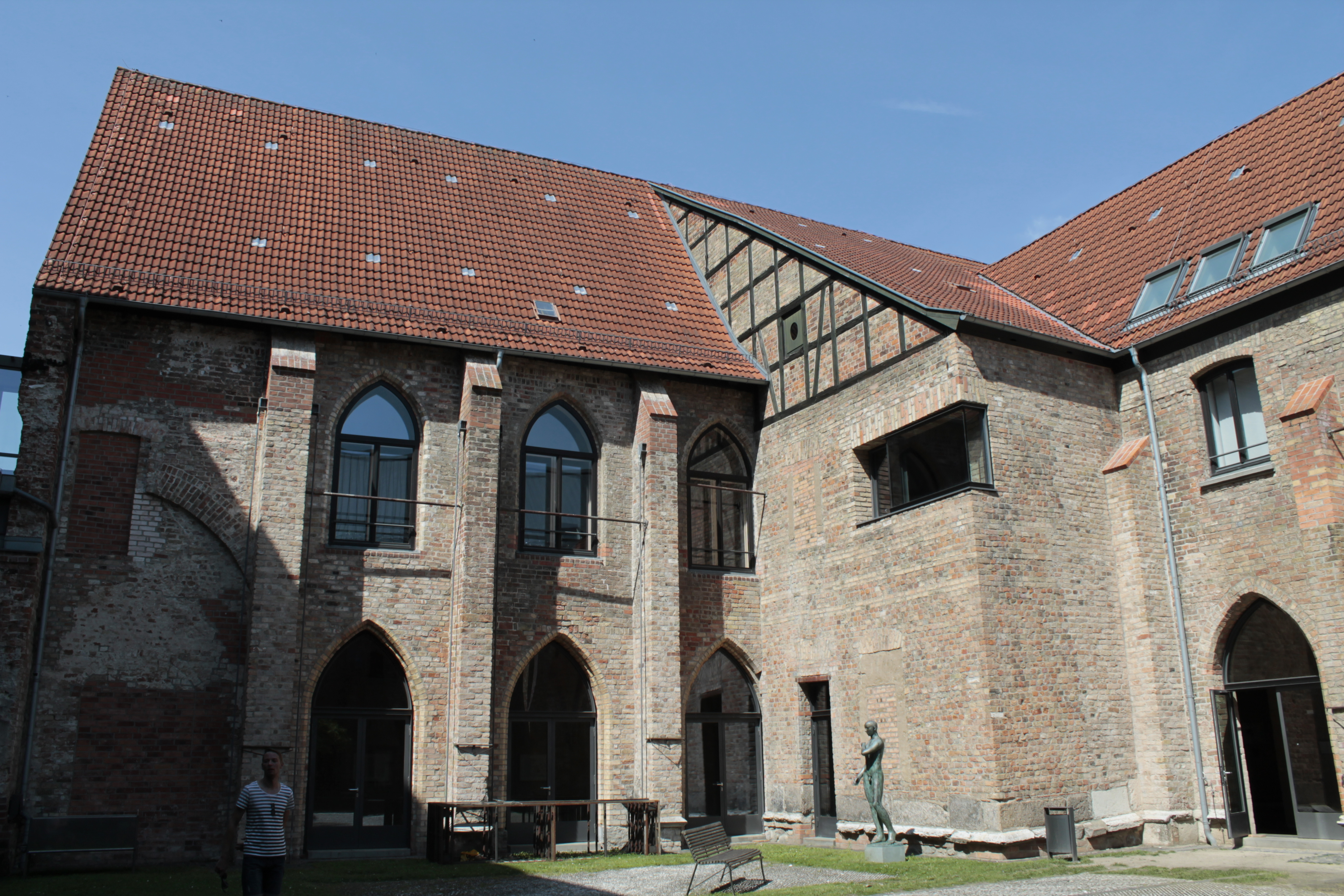
Двор УМТ

Ростокский университет музыки и театра (УМТ; нем. Hochschule für Musik und Theater Rostock, HMT) был основан в 1994 году и с 2001 года базируется в бывшем монастыре Святой Екатерины в ганзейском городе Росток. Учебный центр в области музыки, актёрского мастерства, преподавания музыки, обучения театральному искусству (исполнительские игры) и музыковедения. Около 500 студентов из 42 стран.

## История
В 1947 году в Ростоке был основан университет музыки, театра и танца. Дирижёром был композитор Рудольф Вагнер-Регени. Этот университет позже стал филиалом Берлинского университета «Ханс Эйслер». В 1968 году была основана Ростокская государственная драматическая школа, которая в 1980-х годах была присоединена к Академии драматического искусства Эрнста Буша в Берлине. На рубеже 1990/1991 годов он был снова выделен и продолжен как «Колледж драматического искусства» федеральной земли Мекленбург-Передняя Померания. Исходя из этих традиций, 12 января 1994 года был создан нынешний автономный художественный колледж, объединивший музыкальное и актёрское образования. Ректором-основателем был Уилфрид Йохимс, ранее работавший в Кёльнском университете музыки.
Жилье поначалу представлялось трудным. Размещенные в бывшей специальной школе пространства на Бузебарте и на улице Вязов, было очень ограничено для растущего числа студентов. В апреле 2001 года новые помещения можно было приобрести в бывшем Екатерининском монастыре, реконструированном и перестроенном Йонсом Рейманном, в восточном старом городе Ростока.
Университет является местом проведения различных концертов. Ежегодно проводится более 300 спектаклей с участием педагогов и учащихся.

## Университетский совет
В период с 2018 по 2022 год Даниэль Баренбойм, Урсула Хазельбёк, Уилфрид Йохимс, Сигрид Келер, Себастьян Нордманн, Хорст Раэ, Армин Мюллер-Шталь, Клаус Цехеляйн и Маттиас фон Хюльсен входят в состав Совета университета города Ростока.

## Предлагаемые курсы
- Бакалавр музыки для всех оркестровых инструментов, фортепиано, голоса, гитары, аккомпанемента, дирижирования оркестром, композиции, теории музыки, а также поп-музыки и мировой музыки с классической инструментальной и вокалом.
- Магистр музыки для всех оркестровых инструментов, фортепиано соло и фортепианный дуэт, камерная музыка (интерпретация песни или инструментальный ансамбль), голос, гитара, композиция, теория музыки, дирижирование оркестром, аккомпанемент, музыкальная педагогика
- Художественное обучение с концертным экзаменом
- Диплом преподавателя музыки (государственный экзамен)
- Обучение театру (исполнительская игра)
- Музыковедение (магистр искусств)
- Актёрское мастерство (диплом)

## Библиотека
Библиотека УМТ Росток включает около 39 тыс. музыкальных произведений и около 13,5 тыс. книг и журналов, а также около 7,5 тыс. звуковых и аудиовизуальных носителей. Она предназначена в первую очередь для членов университетов, но также открыта для публики.

## Ранняя поддержка музыкально одаренных детей и молодежи
Young Academy Rostock существует с 2008 года как международный центр для музыкально одаренных. При поддержке Даниэля Баренбойма, в качестве покровителя, молодые таланты из Германии и других стран обучаются и наставляются. Концепция дифференцированного финансирования была разработана в тесном сотрудничестве с Государственной ассоциацией музыкальных школ земли Мекленбург-Передняя Померания и была реализована поэтапно. Руководителем Молодёжной академии Ростока является Стефан Иморде.

## Веб-ссылки
- Домашняя страница

## Перечисления
1. 1 2 3 4 5 6 7 8 9 10 11 12 13 14 15 16 17 18 19 20 21 22 23  Statistisches Bundesamt Deutschland - GENESIS-Online (нем.)
2. 1 2 3 4 5 6 7  https://www.laiv-mv.de/static/LAIV/Statistik/Dateien/Publikationen/B%20III%20Hochschulen%2c%20Hochschulfinanzen/B%20313/B313%202020%2000.pdf
3. ↑  https://www.laiv-mv.de/static/LAIV/Statistik/Dateien/Publikationen/B%20III%20Hochschulen%2c%20Hochschulfinanzen/B%20313/B313%202022%2000.pdf
4. ↑  https://www.hmt-rostock.de/hochschule/wir-ueber-uns/ Архивная копия от 4 марта 2022 на Wayback Machine; abgerufen am 13. Juli 2020
5. ↑  Website der Hochschulbibliothek, abgerufen am 1. April 2018. Дата обращения: 10 марта 2022. Архивировано 26 февраля 2021 года.

54.0915512.1444Koordinaten: 54° 5′ 29,6″ N, 12° 8′ 39,8″ O